# Kattrup Gods

Kattrup Gods ligger i Sæby Sogn i Kalundborg Kommune. Det er en hovedgård, der er kendt tilbage fra 1300-tallet. Historisk lå godset i Løve Herred og er ligesom en gammel bebyggelse i området blevet kaldt Kuserup.

## Historie
Kattrup var oprindelig navnet på en landsby, hvor der lå en gård af samme navn. Det er denne gård, der senere har udviklet sig til det nuværende Kattrup, mens landsbyen er nedlagt. Landsbyen var oprindelig krongods, som i 1393 blev skænket af Dronning Margrete 1. til Sorø Kloster.
Omkring d. 11. november (Sankt Mortens dag) 1405 solgte Erik Ovesen af Svinninge, på grund af pengenød, gården Kuserupgård til Sankt Marie kloster i Sorø. Han havde først tilbudt sine slægtninge at købe det, men da ingen af dem bød ind, solgte han det til klosteret. Gården var på 18 ørtug skyldjord og to gårdsædegårde, og den jord og andet der hørte til disse. Det var abbed Niels Klementsen der stod for opkøbet.
I 1414 blev Kattrup overdraget til Roskilde Stift. Efter reformationen blev gården som kirkegods konfiskeret af kronen i 1536 I 1561 fik den status som hovedgård, da den blevet overtaget af adelsmanden Laurids Iversen Serlin sammen med 4 gårde i Kattrup.
I 1664 efter flere forskellige ejere måtte kronen overdrage Kattrup til rentemester Henrik Müller, der allerede havde overtaget meget andet krongods i Vestsjælland. Senere indlemmedes flere gårde i den nærliggende, nu forsvundne landsby Kuserup, og før 1682 indlemmedes også gårdene i landsbyen Kattrup i hovedgårdsjorden. Disse jorder udgør også i dag kernen i herregårdens jorder.
Henrik Müller brugte i 1600-tallet det gamle landsbynavn Kuserup om godset. I en periode i 1800-tallet blev navnet Raschenberg ligeledes anvendt om Kattrup efter ejeren Johan Mylius moder, der var født Rasch. Men navnet forsvandt allerede med de næste ejere.
Den 30. september 1673 overtog godset Reerslev Kirke fra kongen.
Kattrups gamle hovedbygning med sidefløje i bindingsværk fra midten af 1700-årene blev nedrevet i 1898. Godsejeren U.J.A. Bernstorff-Mylius flyttede ind i forpagterboligen, der sammen med flere af de andre bygninger var blevet opført i 1877. Heriblandt nye avlsbygninger og folkebygningen, som blev opført som bolig for godsets ansatte, da Kattrup som andre hovedgårde efter hoveriets afskaffelse skulle skaffe almindelig lønnet arbejdskraft. Området er i dag stadig præget af adskillige arbejderboliger, lindealléer og inddigede skove. Forpagterboligen var herskabsbolig indtil 1925, hvor greven i opførte den nuværende store nyklassicistiske hovedbygning ved Jens Ingwersen.
Kattrup havde sit eget mejeri, indtil Uglerup Fællesmejeri blev oprettet i 1905.
Gården har betydelige engarealer i Lille og Store Åmose og har ejet vandmøllerne Vandfaldsmølle sydøst for gården og Rangle Mølle, samt haft del i græsningen på overdrevet Halleby Ore. I 1682 ved en matrikelopmåling strakte besiddelserne sig over 240 tdr. land (ca. 130 ha). Kattrup gods er i dag på 1004,2 hektar med Strids Mølle og Skyttehaven.

## Ejere af Kattrup
- (1375-1393) Dronning Margrete 1.
- (1393-1414) Sorø Kloster
- (1414-1536) Roskilde bispestol
- (1536-1561) Kronen
- (1561-1580) Laurits Iversen Serlin
- (1580-1625) Slægten Serlin
- (1625-1655) Christoffer Skade
- (1655-1664) Axel Juul
- (1664-1680) Henrik Müller
- (1680-1690) Christian Henriksen Müller
- (1690-1704) Frantz Henriksen Müller
- (1704-1710) Christian Paludan
- (1710-1718) Bolle Luxdorph Rosen
- (1718-1725) Hans Philip Bochenhoffer
- (1725-1740) Mette Marie Juel
- (1740-1751) Anton Günther Ellbrecht
- (1751-1760) Peder Kraft
- (1760) Enke Fru Kraft
- (1760-1775) Jørgen von Hjelmcrone
- (1775-1781) H. Focken
- (1781-1793) Peter Gommesen Erreboe
- (1793-1800) Peder Ole Borch Møller
- (1800-1804) Johan Caspar Mylius (1)
- (1804-1820) Slægten de Mylius
- (1820-1852) Johan Caspar de Mylius (2)
- (1852-1894) Frederik Emil Herman greve Bernstorff
- (1894-1930) Ulrich Johan August greve Bernstorff-Mylius
- (1930-1949) Andreas Peter greve Bernstorff-Mylius
- (1949) Elisabeth baronesse Reedtz-Thott gift Bernstorff-Mylius
- (1949-1965) Arnold Peter Møller
- (1965-1972) Sally Mc-Kinney Møller (datter) (gift med Mogens Poul Møller)
- (1972-2006) Peter Arnold Poul Møller (søn)
- (2006-) Peter Anders Møller (søn)